# Diecéze Belfort-Montbéliard
Diecéze Belfort-Montbéliard (lat. Dioecesis Belfortiensis-Montis Beligardi, franc. Diocèse de Belfort-Montbéliard) je francouzská římskokatolická diecéze. Leží na území departementu Territoire de Belfort, jehož hranice přesně kopíruje. Sídlo biskupství i katedrála Saint-Christophe de Belfort se nachází ve městě Belfort. Diecéze je součástí besançonské církevní provincie. Patronem diecéze je svatý Pavel z Tarsu.
Od 1. března 2000 je diecézním biskupem Mons. Claude Schockert.

## Historie
Biskupství bylo v Belfort-Montbéliard zřízeno 3. listopadu 1979, jako sufragán besançonské arcidiecéze.